# ملکیک
ملکیک (به لاتین: Melekeok) یک منطقهٔ مسکونی در پالائو است که در پالائو واقع شده‌است. ملکیک ۱۱ کیلومتر مربع مساحت و ۲۷۷ نفر جمعیت دارد.